# Црвена пирамида
Црвена пирамида или Северна пирамида, је највећа од три велике пирамиде које се налазе на територији некрополе Дахшур. То је трећа највиша пирамида у Египту, после Кеопсове и Кафренове у Гизи. Име је повезано са бојом камених блокова, који на зрацима залазећег сунца попримају ружичасту боју. "Ружичаста" пирамида није увек имала своју садашњу боју - раније су јој зидови били прекривени белим кречњаком. Тренутно је бели кречњак скоро потпуно одсутан, јер је чак и у средњем веку значајан део уклоњен и коришћен за изградњу кућа у Каиру, због чега је откривен ружичасти кречњак. Ова пирамида се приписује Снофру, јер је његово име пронађено исписано црвеном бојом на неколико окренутих блокова.
Северна пирамида фараона Снофруа у Дахшуру, у време њене изградње у 26. веку п. н. е. била је тада највиша грађевина на Земљи. Такође се сматра првим успешним покушајем на свету да се изгради "права" једнакокрака пирамида (има правилан стереометријски пирамидални облик), иако угао њених страница има грешку - само 43° 22' у поређењу са каснијом нормом од 51° 52'. Такође се одликује изузетно малим нагибом зидова, дајући необичан однос темеља према висини: основа од 218,5 × 221,5 м са висином од 104,4 м. Запремина пирамиде је 1.694.000 м³.
Улаз кроз коси пролаз на северној страни води доле у три суседне коморе, високе око 17 метара, које су отворене за јавност.
Године 1837. Џон Перинг се спустио у пирамиду и тамо открио три унутрашње просторије. На зидовима пирамиде оставио је неколико натписа који су преживели до данас. Године 1751. (најкасније 1756. године) фрањевачки мисионар Вацлав Ремедиј Прутки. 